# Андора на Песми Евровизије
Андора је на Песми Евровизије дебитовала 2004. године и од имала свог представника сваке године до 2009. Иако је било вишегодишње интересовање за ово музичко такмичење, Андора није могла раније да учествује. Проблем је био у директном преносу Избора за Песму Евровизије, коју Радио-телевизија Андоре није преносила. Међутим, становници кнежевине имали су могућност директног праћења манифестације преко шпанских и француских емитера. После одлуке РТВА да преноси манифестацију под условима које налаже Песма Евровизије, Андора је стекла право учествовања. Већина представника певала је песме на каталонском језику.
Упркос великом интересовању становника Андоре, њен представник никада није успео да се пласира у финале. Најбољи пласман била је дванеаста позиција у полуфиналној вечери Песме Евровизије 2007, док је најлошији пласман забележен 2006, и то као последња 23 учесница у полуфиналу.
Прве две године Андора је свог представника бирала у телевизијском риалиши шоуу под покровитељством РТВА. Међутим од 2006, представнике је бирала интерна комисија специјално намењена избору предстаника за Песму Евровизије
РТВА потврдила је своје учешће на 54ом избору за Песму Евровизије коћи ће се одржати маја 2009. у Москви. Најављено је да ће се представник за 2009. бирати путем посебног програма какав је био првобитних година.
Закључно са 2020. годином, Андора је једина земља која је учествовала на такмичењу али се никада није пласирала у финале.

## Представници
| Година    | Извођач(и)         | Песма            | Финале            | Поени             | Полуфинале       | Поени            |                  |   |  |
| --------- | ------------------ | ---------------- | ----------------- | ----------------- | ---------------- | ---------------- | ---------------- | - |  |
| 2004      | Марта Роуре        |                  | Нису се пласирали | Нису се пласирали | 18               | 12               |                  |   |  |
| 2005      | Маријан ван де Вал |                  | Нису се пласирали | Нису се пласирали | 23               | 27               |                  |   |  |
| 2006      | Џени               |                  | Нису се пласирали | Нису се пласирали | 23               | 8                |                  |   |  |
| 2007      |                    |                  | Нису се пласирали | Нису се пласирали | 12               | 80               |                  |   |  |
| 2008      | Жисела             |                  | Нису се пласирали | Нису се пласирали | 16               | 22               |                  |   |  |
| 2009      | Сузан Георги       |                  | Нису се пласирали | Нису се пласирали |                  |                  | 15               | 8 |  |
| 2010–2025 | Није учествовала   | Није учествовала | Није учествовала  | Није учествовала  | Није учествовала | Није учествовала | Није учествовала |   |  |
| 2026      |                    |                  |                   |                   |                  |                  |                  |   |  |

## Гласање
Андора је највише поена дала:
| Ранг | Држава    | Поени |
| ---- | --------- | ----- |
| 1    | Шпанија   | 60    |
| 2    | Украјина  | 33    |
| 3    | Француска | 26    |
| 4    | Грчка     | 21    |
| =    | Финска    | 21    |
| 5    | Румунија  | 20    |

НАПОМЕНА: Укупан број поена у горенаведеној табели односи се само на поене из финала, док полуфинaлnи поени нису приказани.
Андора је највише поена добила (у полуфиналу):
| Ранг | Држава    | Поени |
| ---- | --------- | ----- |
| 1    | Шпанија   | 54    |
| 2    | Естонија  | 8     |
| =    | Холандија | 7     |
| =    | Чешка     | 7     |
| =    | Пољска    | 7     |